# Tibor Navracsics
Dans le nom hongrois Navracsics Tibor, le nom de famille précède le prénom, mais cet article utilise l’ordre habituel en français Tibor Navracsics, où le prénom précède le nom.
Tibor Navracsics ([ˈtiboɾ], [ˈnɒvɾɒtʃitʃ]), né le 13 juin 1966 à Veszprém, est un homme politique hongrois, membre du Fidesz (Fidesz-MPSz).

## Biographie
Diplômé en droit et sciences politiques de l'université Loránd Eötvös, de Budapest, en 1990, il devient universitaire en 1993. Il est nommé chef de cabinet de Viktor Orbán, président du Fidesz-MPSz, en 2003, puis élu membre de l'Assemblée nationale de Hongrie en 2006.
Le 29 mai 2010, il est nommé vice-Premier ministre, ministre de l'Administration publique et de la Justice dans le gouvernement d'Orbán.
Nommé commissaire européen par le gouvernement hongrois, il se voit attribuer par Jean-Claude Juncker le 10 septembre 2014 le poste de commissaire à l'Éducation, à la Culture, à la Jeunesse et à la Citoyenneté, poste qui après son audition lui est cependant refusé le 6 octobre par la commission Culture et éducation du Parlement européen. Le 22 octobre, le vote de confiance sur le collège des commissaires confirme son entrée en fonction le 1er novembre suivant comme commissaire à l'Éducation, à la Culture, à la Jeunesse et aux Sports, c'est-à-dire avec le portefeuille de la Citoyenneté remplacé par celui des Sports.